# مسرابا
مسرابا (به عربی: مسرابا) یک روستا در سوریه است که در استان ریف دمشق واقع شده‌است. مسرابا ۵٬۹۴۲ نفر جمعیت دارد.